# Rosaly Lopes
Rosaly M.C. Lopes-Gautier (Rio de Janeiro, 8 gennaio 1957) è una geologa e vulcanologa brasiliana, autrice di numerosi saggi e libri scientifici. I suoi maggiori interessi di ricerca includono i processi delle superfici planetarie e terrestri, con particolare enfasi per quanto riguarda la vulcanologia.

## Biografia
Nei primi anni di vita, Lopes visse nei pressi di Ipanema, Rio de Janeiro. Si trasferì a Londra in Inghilterra nel 1975 per studiare astronomia alla University of London. Si laureò con lode nel 1978. Durante il suo ultimo semestre, seguì un corso di scienza planetaria con John Guest e, dopo tre settimane dall'inizio del corso, il Monte Etna eruttò. Lopes decise di cambiare il suo ambito di studio passando ai vulcani, nella Terra e nello spazio.
Nei suoi studi di dottorato, si specializzò in geologia planetaria e vulcanologia, completando il suo Ph.D. in scienza planetaria nel 1986 con una tesi sui processi vulcanici comparati tra Terra e Marte. Durante quel periodo viaggiò spesso tra i vulcani attivi e divenne membro del Volcanic Eruption Surveillance Team. La sua prima esperienza su un vulcano attivo fu sul Monte Etna in Sicilia nel 1979.
Lopes iniziò la carriera successiva al dottorato come curatrice del Modern Astronomy and Deputy Head of the Astronomy Section all'Osservatorio Reale di Greenwich. Nel 1989 predispose una mappa dei rischi per l'Osservatorio Vesuviano a Napoli come ricercatore in visita.
Si unì al Jet Propulsion Laboratory a Pasadena, California come ricercatore associato nel 1989 and e due anni dopo passò al progetto della Sonda Galileo. Lavorò in seguito nella squadra del Near Infra-red Mapping Spectrometer (NIMS), analizzando i vulcani del satellite di Giove, Io, dal 1996 al 2001. Scoprì 71 vulcani su Io che in precedenza non erano mai stati registrati come attivi.
Nel 2002, Lopes divenne scienziata investigativa per la squadra RADAR di supporto alla Sonda Cassini in orbita attorno a Saturno.
Lopes partecipò a diversi studi sulle missioni della NASA e dell'Agenzia Spaziale Europea, incluse quelle su Saturno e Titano. Fece parte di diversi comitati, tra cui quello di programmazione annuale dell'American Association for the Advancement of Science (AAAS) e della divisione per le scienze planetarie per la Società Astrologica Americana. Fu capo del gruppo di studio sui pianeti esterni per il sistema planetario di nomenclatura dell'Unione Astronomica Internazionale.
Tra i riconoscimenti vinti vi sono la medaglia Latinas in Science da parte della Comisión Feminil Mexicana Nacional nel 1991, il premio Woman of the Year in Science and Technology nel 1997, la Medaglia Carl Sagan dalla American Astronomical Society nel 2007, il Women at Work Award 2007, il NASA Exceptional Service Medal 2007 e il premio Lowell Thomas 2014 dall'Explorers Club. È membro dell'Unione Astronomica Internazionale, della Società Geofisica America, della Royal Geographical Society e dell'Explorers Club.
Lopes è autrice di oltre 100 articoli di ricerca, capitoli di libri e voci enciclopediche. È attiva sui media, avendo partecipato a numerosi programmi su Discovery Channel, National Geographic Channel, History Channel, PBS e su Nightline nella televisione americana.